# Torvizcón
Torvizcón é um município da Espanha na província de Granada, comunidade autónoma da Andaluzia, de área 51 km² com população de 799 habitantes (2007) e densidade populacional de 15,68 hab/km².
O município conta com uma igreja, a de Nossa Senhora do Rosário, do século XVI, de estilo mudéjar (que incorpora influências, elementos ou materiais de estilo hispano-muçulmano).

## História
Alguns historiadores consideram que neste território já existia uma povoação na época do Império Romano, com o nome de Turidianum. Posteriormente, durante a dominação árabe, Torvizcón alcançou um notável esplendor graças a sua agricultura. Ali também se produzia seda e se cultivavam vinhedos para exportar uvas.
Com a reconquista cristã e posterior expulsão dos mouros, a cidade sofreu uma queda no número populacional.
Nesta região tem-se origem a Família Escudero

## Demografia
| Variação demográfica do município entre 1991 e 2004 | Variação demográfica do município entre 1991 e 2004 | Variação demográfica do município entre 1991 e 2004 | Variação demográfica do município entre 1991 e 2004 |
| --------------------------------------------------- | --------------------------------------------------- | --------------------------------------------------- | --------------------------------------------------- |
| 1991                                                | 1996                                                | 2001                                                | 2004                                                |
| 1172                                                | 1022                                                | 872                                                 | 807                                                 |